# Élencourt
Élencourt – miejscowość i gmina we Francji, w regionie Hauts-de-France, w departamencie Oise.
Według danych na rok 1990 gminę zamieszkiwało 36 osób, a gęstość zaludnienia wynosiła 27 osób/km² (wśród 2293 gmin Pikardii Élencourt plasuje się na 960. miejscu pod względem liczby ludności, natomiast pod względem powierzchni na miejscu 1143.).